# 第9特科連隊

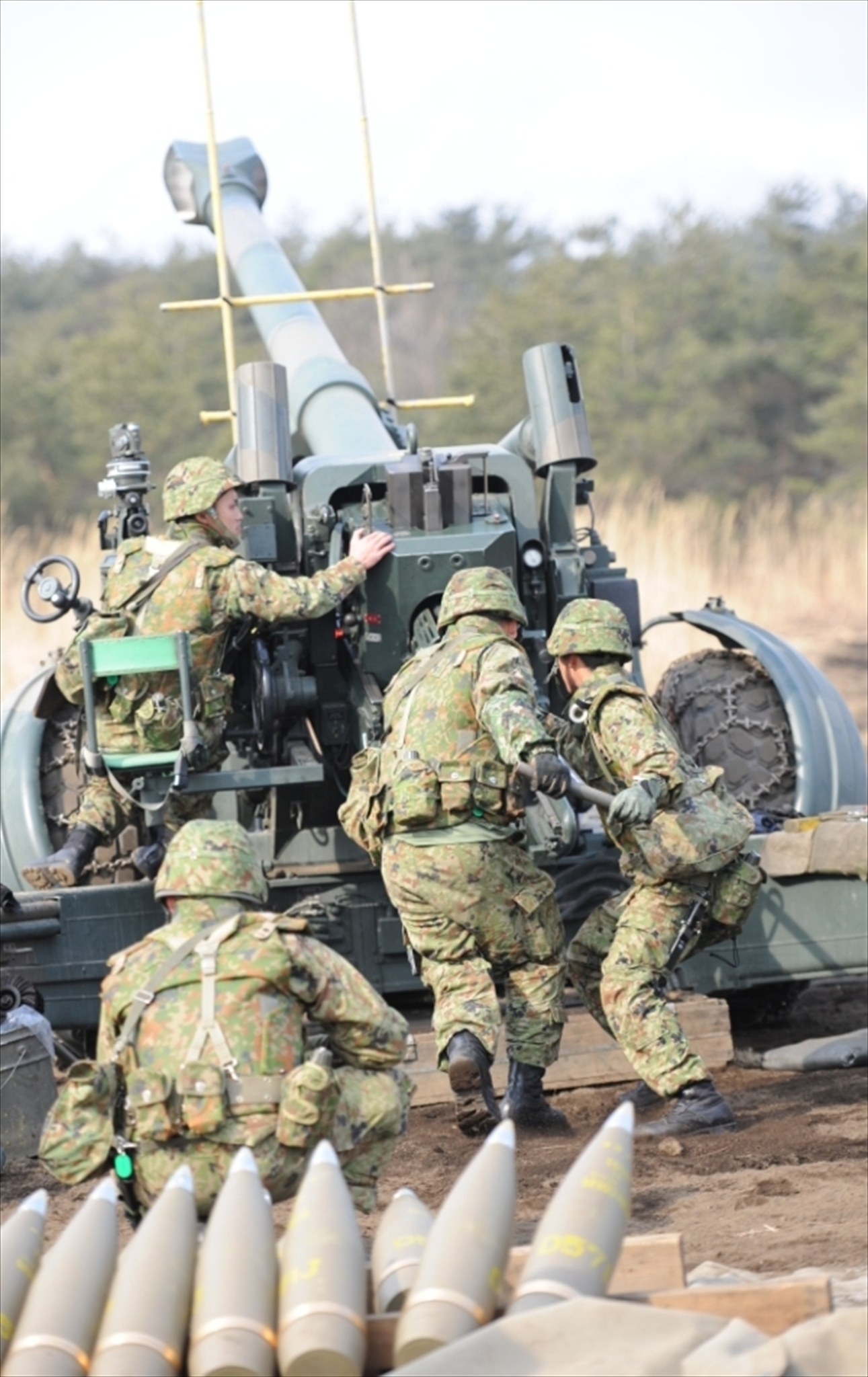
155mm榴弾砲FH70の射撃訓練

第9特科連隊（だいきゅうとっかれんたい、JGSDF 9th Artillery Regiment）は、陸上自衛隊岩手駐屯地（岩手県滝沢市）に駐屯していた第9師団隷下の野戦特科部隊で2020年（令和2年）3月25日に廃止され、東北方面特科連隊本部、第2特科大隊および第4特科大隊に改編された。

## 概要
連隊長は、1等陸佐（二）が充てられ、連隊本部、本部中隊、情報中隊、3個の特科大隊から編成されていた。
1957年（昭和32年）2月1日に第6特科連隊を母体として郡山駐屯地で編成された。その後、数度の部隊改編を経ながら岩手駐屯地の主力部隊であり続けたが、2020年（令和2年）3月をもって第6特科連隊とともに部隊は廃止され、東北方面特科連隊に集約された。

## 沿革
- 1957年（昭和32年）
  - 2月1日：第9混成団編成に伴い、第6特科連隊から分離独立して第9特科連隊（3個大隊基幹）が郡山駐屯地において編成完結。
  - 8月15日：第9特科連隊が郡山駐屯地から岩手駐屯地に移駐。
- 1962年（昭和37年）8月15日：第9師団への改編に伴い、第2特科大隊を第5特科大隊に、第3特科大隊を第6特科大隊に改編。新たに第2、第3特科大隊を編成。
- 1973年（昭和48年）3月27日：35mm2連装高射機関砲 L-90の配備に伴い、第6特科大隊を改編。
- 1986年（昭和61年）3月25日：情報中隊が新編される。155mmりゅう弾砲 FH70が装備開始。
- 1987年（昭和62年）7月29日：第6特科大隊に81式短距離地対空誘導弾が配備。
- 1988年（昭和63年）3月25日：第6特科大隊の第1、第2高射中隊に81式短距離地対空誘導弾および79式対空レーダ装置 JTPS-P9の配備が完了。
- 1989年（平成元年）3月24日：情報中隊に対砲レーダ、特科大隊の各中隊に携SAMが配備。
- 1990年（平成02年）3月26日：第6特科大隊（高射）が第9高射特科大隊として分離独立し、第6師団直轄となる。
- 2006年（平成18年）3月27日：第4特科大隊を廃止。
- 2010年（平成22年）3月26日：即応近代化師団への改編｡

1. 第5特科大隊を廃止。
2. 後方支援体制変換に伴い、整備部門を第9後方支援連隊第2整備大隊特科直接支援中隊特科直接支援中隊へ移管。

- 2019年（令和元年）8月1日：部隊改編等。

1. 女性初となる戦闘職種の連隊長[1]および駐屯地司令[2]として横田紀子1等陸佐が着任[3]。
2. 第1特科大隊第1射撃中隊を廃止[4]。

- 2020年（令和02年）3月25日：第9特科連隊（岩手駐屯地）が廃止となり、新編の東北方面特科連隊本部、第2特科大隊および第4特科大隊に改組[5][6]。

## 廃止時の部隊編成
- 第9特科連隊本部
- 第9特科連隊本部中隊「9特-本」：82式指揮通信車
- 情報中隊「9特-情」：対砲レーダ装置 JTPS-P16、対迫レーダ装置 JMPQ-P13
- 岩手自動車教習所：3 1/2tトラック（教習装置付き）
- 第1特科大隊
  - 第1特科大隊本部
  - 本部管理中隊「9特-1-本」：82式指揮通信車
  - 第2射撃中隊「9特-1-2」：155mmりゅう弾砲 FH70、中砲けん引車
- 第2特科大隊
  - 第2特科大隊本部
  - 本部管理中隊「9特-2-本」：82式指揮通信車
  - 第3射撃中隊「9特-2-3」：155mmりゅう弾砲 FH70、中砲けん引車
  - 第4射撃中隊「9特-2-4」：155mmりゅう弾砲 FH70、中砲けん引車
- 第3特科大隊
  - 第3特科大隊本部
  - 本部管理中隊「9特-3-本」：82式指揮通信車
  - 第5射撃中隊「9特-3-5」：155mmりゅう弾砲 FH70、中砲けん引車
  - 第6射撃中隊「9特-3-6」：155mmりゅう弾砲 FH70、中砲けん引車

## 整備支援部隊
- 第9後方支援連隊第2整備大隊特科直接支援中隊「9後支-2整-特直支」（岩手駐屯地）：2010年（平成22年）3月26日から2020年（令和02年）3月25日の間。

## 歴代の連隊長
| 代 | 氏名       | 在職期間                        | 前職                                               | 後職                                     |
| -- | ---------- | ------------------------------- | -------------------------------------------------- | ---------------------------------------- |
| 01 | 石井稔     | 1957年02月01日 - 1959年07月31日 | 第6特科連隊副連隊長                                | 自衛隊群馬地方連絡部長                   |
| 02 | 藤沢萬佐雄 | 1959年08月01日 - 1961年07月31日 | 第9特科連隊副連隊長                                | 陸上自衛隊東北地区補給処副処長           |
| 03 | 松金久知   | 1961年08月01日 - 1963年07月31日 | 陸上幕僚監部第3部                                  | 陸上幕僚監部付                           |
| 04 | 南村弘之   | 1963年08月01日 - 1965年07月15日 | 陸上自衛隊幹部学校学校教官                         | 陸上幕僚監部第5部特科班長                |
| 05 | 本間峯雄   | 1965年07月16日 - 1967年07月16日 | 真駒内駐とん地業務隊長                             | 陸上自衛隊高射学校総務部長               |
| 06 | 内海寛     | 1967年07月17日 - 1969年07月15日 | 陸上幕僚監部付                                     | 第6師団司令部幕僚長                      |
| 07 | 澤山正明   | 1969年07月16日 - 1971年03月15日 | 陸上幕僚監部第5部研究班長                          | 第2師団司令部幕僚長                      |
| 08 | 中山勉     | 1971年03月16日 - 1972年07月16日 | 西部方面総監部業務室長                             | 陸上自衛隊富士学校研究部第3課長          |
| 09 | 坂本徳満   | 1972年07月17日 - 1973年08月31日 | 陸上自衛隊幹部学校学校教官                         | 第9特科連隊付                            |
| 10 | 勝部紀明   | 1973年09月01日 - 1976年03月15日 | 陸上幕僚監部第2部地誌班長                          | 陸上自衛隊富士学校特科部教育課長         |
| 11 | 平川満     | 1976年03月16日 - 1977年07月31日 | 防衛庁防衛局勤務                                   | 陸上幕僚監部募集課企画班長               |
| 12 | 鈴木覺     | 1977年08月01日 - 1979年03月15日 | 陸上幕僚監部第2部情報第2班長                       | 陸上幕僚監部調査部調査第2課 調査別室長付 |
| 13 | 堀純男     | 1979年03月16日 - 1981年03月15日 | 陸上自衛隊富士学校総合研究開発部 第2主任研究開発官 | 東北方面総監部装備部長                   |
| 14 | 松尾捷太郎 | 1981年03月16日 - 1983年03月15日 | 陸上幕僚監部教育訓練部訓練課 評価班長              | 西部方面総監部人事部長                   |
| 15 | 小林繁     | 1983年03月16日 - 1985年08月07日 | 中部方面総監部人事部人事課長                       | 西部方面総監部総務部長                   |
| 16 | 小関隆久   | 1985年08月08日 - 1987年07月31日 | 北部方面総監部人事部人事課長                       | 自衛隊福島地方連絡部長                   |
| 17 | 中村忠司   | 1987年08月01日 - 1990年03月15日 | 中部方面総監部防衛部防衛課長                       | 第12師団司令部幕僚長                     |
| 18 | 福田忠典   | 1990年03月16日 - 1991年06月30日 | 陸上幕僚監部防衛部防衛課防衛班長                   | 陸上幕僚監部装備部装備計画課長           |
| 19 | 柳澤壽昭   | 1991年07月01日 - 1993年06月30日 | 陸上幕僚監部人事部人事計画課 企画班長              | 西部方面総監部防衛部長                   |
| 20 | 大隈末雄   | 1993年07月01日 - 1996年07月31日 | 中部方面総監部防衛部訓練課長                       | 陸上自衛隊幹部学校主任教官               |
| 21 | 角田司     | 1996年08月01日 - 1999年03月22日 | 陸上幕僚監部人事部人事厚生課 給与室長              | 防衛大学校教授                           |
| 22 | 寺田和典   | 1999年03月23日 - 2001年12月02日 | 陸上幕僚監部装備部開発課総括班長                   | 陸上幕僚監部装備部開発課長               |
| 23 | 松井俊彦   | 2001年12月03日 - 2003年07月31日 | 陸上幕僚監部人事部援護業務課 総括班長              | 第12旅団司令部幕僚長                     |
| 24 | 冨樫勝行   | 2003年08月01日 - 2005年07月27日 | 陸上幕僚監部調査部調査課 調査運用室勤務            | 陸上幕僚監部調査部調査課長               |
| 25 | 小林茂     | 2005年07月28日 - 2007年03月27日 | 陸上幕僚監部防衛部運用課 運用第1班長               | 陸上幕僚監部人事部人事計画課長           |
| 26 | 熊谷文秀   | 2007年03月28日 - 2009年07月31日 | 陸上幕僚監部防衛部 情報通信・研究課情報通信室勤務  | 陸上自衛隊研究本部主任研究開発官         |
| 27 | 竹本竜司   | 2009年08月01日 - 2010年07月25日 | 陸上幕僚監部人事部補任課 人事第1班長               | 統合幕僚監部運用部運用第2課長            |
| 28 | 小林栄樹   | 2010年07月26日 - 2011年11月30日 | 北部方面総監部防衛部防衛課長                       | 陸上自衛隊研究本部主任研究開発官         |
| 29 | 南道行     | 2011年12月01日 - 2014年03月22日 | 陸上幕僚監部運用支援・情報部 情報課情報保全室長    | 情報本部                                 |
| 30 | 松本英樹   | 2014年03月23日 - 2016年03月22日 | 第10師団司令部第3部長                              | 陸上自衛隊研究本部主任研究開発官         |
| 31 | 栁裕樹     | 2016年03月23日 - 2017年07月31日 | 陸上幕僚監部人事部補任課 人事第1班長               | 陸上幕僚監部装備計画部 装備計画課長      |
| 32 | 野口紀幸   | 2017年08月01日 - 2019年07月31日 | 東北方面総監部防衛部防衛課長                       | 自衛隊茨城地方協力本部長                 |
| 末 | 横田紀子   | 2019年08月01日 - 2020年03月25日 | 陸上幕僚監部人事教育部 人事教育課企画班長          | 東北方面特科連隊長 兼 岩手駐屯地司令     |

## 主要装備
- 155mmりゅう弾砲 FH70
- 中砲けん引車
- 対砲レーダ装置 JTPS-P16
- 対迫レーダ装置 JMPQ-P13
- 1/2tトラック / 73式小型トラック
- 1 1/2tトラック / 73式中型トラック
- 3 1/2tトラック / 73式大型トラック
- 89式5.56mm小銃

## 廃止（改編）部隊
- 1990年（平成02年）3月25日廃止
  - 第9特科連隊第6特科大隊「9特-6-本」（岩手駐屯地）：第9高射特科大隊に改編。
- 2006年（平成18年）3月27日廃止
  - 第9特科連隊第4特科大隊「9特-4-本」（岩手駐屯地）：
- 2010年（平成22年）3月26日廃止
  - 第9特科連隊第5特科大隊「9特-5-本」（岩手駐屯地）：
  - 各特科大隊の管理整備小隊等：整備部門を第9後方支援連隊第2整備大隊特科直接支援中隊へ移管。
- 2019年（令和元年）7月31日廃止
  - 第9特科連隊第1特科大隊第1中隊「9特-1-1」（岩手駐屯地）：